# Lega Nazionale A (hockey su pista)
La Lega Nazionale A è la massima categoria del campionato svizzero di hockey su pista. Il torneo viene organizzato dalla Federazione Svizzera di hockey su rotelle. è stato istituito nel 1932; dall'origine a tutto il 2016-2017 si sono tenute 85 edizioni del torneo. I vincitori di tale torneo si fregiano del titolo di campioni di Svizzera.
La squadra che vanta il maggior numero di campionati vinti è il Montreux con 38 (l'ultimo nel 2016-17), a seguire vi è il Ginevra con 12 titoli (l'ultimo nel 2013-14).

## Formula
Al campionato prendono parte generalmente 10 squadre. Il torneo si svolge secondo la formula del girone all'italiana: ogni formazione affronta tutte le altre due volte, una presso la propria pista (partita in casa), una presso la pista avversa (partita in trasferta). Vengono assegnati tre punti alla squadra che vince una partita, due punti alla squadra che vince l'incontro ai calci di rigore, un punto alla squadra che perde la partita ai calci di rigore e zero alla squadra sconfitta al termine dei tempi regolamentari; non è previsto il pareggio.
La classifica viene stilata in base ai punti conseguiti complessivamente; in caso di parità tra due o più squadre, le posizioni in graduatoria vengono determinate prendendo in considerazione i seguenti criteri discriminanti, elencati in ordine di importanza:
1. punti conseguiti negli scontri diretti;
2. differenza reti negli scontri diretti;
3. differenza reti complessiva;
4. numero di reti segnate complessivamente.

Al termine del campionato la squadra 10ª classificata viene retrocessa direttamente in Lega Nazionale A.

### Play-off
Le prime otto classificate della stagione regolare disputano i play-off con la formula dell'eliminazione diretta (quarti, semifinale e finale in gare di andata e ritorno). La società vincitrice dei play-off conquista il titolo di squadra campione di Svizzera.

### Qualificazioni alle coppe europee
In base ai regolamenti delle competizioni hockeistiche europee, è qualificata di diritto alla CERH European League una squadra proveniente dal campionato elvetico:
- la squadra campione di Svizzera;

Tra le società non ammesse alla CERH European League, le migliori quattro della stagione regolare sono qualificate alla Coppa CERS.

## Albo d'oro
| Edizione | Vincitore              |
| -------- | ---------------------- |
| 1932     | Montreux               |
| 1933     | Montreux               |
| 1934     | Montreux               |
| 1935     | Montreux               |
| 1936     | Montreux               |
| 1937     | Servette               |
| 1938     | RS Zurigo              |
| 1939     | Montreux               |
| 1940     | Montreux               |
| 1941     | Montreux               |
| 1942     | Zurigo RSC             |
| 1943     | Montreux               |
| 1944     | Montreux               |
| 1945     | Montreux               |
| 1946     | Montreux               |
| 1947     | Montreux               |
| 1948     | Montreux               |
| 1949     | Montreux               |
| 1950     | Montreux               |
| 1951     | Montreux               |
| 1952     | Montreux               |
| 1953     | Montreux               |
| 1954     | Montreux               |
| 1955     | Montreux               |
| 1956     | Edizione non disputata |
| 1957     | Montreux               |
| 1958     | Montreux               |
| 1959     | Montreux               |
| 1960     | Montreux               |
| 1961     | Montreux               |
| 1962     | Ginevra                |
| 1963     | Montreux               |
| 1964     | Montreux               |
| 1965     | Montreux               |
| 1966     | Montreux               |
| 1967     | RS Zurigo              |
| 1968     | RS Zurigo              |
| 1969     | Montreux               |
| 1970     | RS Zurigo              |
| 1971     | RS Zurigo              |
| 1972     | RS Zurigo              |
| 1973     | RS Zurigo              |
| 1974     | RS Zurigo              |
| 1975     | Montreux               |
| 1976     | Montreux               |
| 1977     | RS Zurigo              |
| 1978     | RS Zurigo              |
| 1979     | RC Zurigo              |

| Edizione  | Vincitore            |
| --------- | -------------------- |
| 1980      | Thunerstern          |
| 1981      | Vevey                |
| 1982      | Montreux             |
| 1983      | Montreux             |
| 1984      | Montreux             |
| 1985      | Basilea              |
| 1986      | Montreux             |
| 1987      | Thunerstern          |
| 1988      | Thunerstern          |
| 1989      | Thunerstern          |
| 1990      | Thunerstern          |
| 1991      | Thunerstern          |
| 1992      | Ginevra              |
| 1993      | Ginevra              |
| 1994      | Thunerstern          |
| 1995      | Ginevra              |
| 1996      | Ginevra              |
| 1997      | Ginevra              |
| 1998      | Ginevra              |
| 1999      | Uttigen              |
| 2000      | Uttigen              |
| 2000-2001 | Thunerstern          |
| 2001-2002 | Uttigen              |
| 2002-2003 | Uttigen              |
| 2003-2004 | Uttigen              |
| 2004-2005 | Thunerstern          |
| 2005-2006 | Ginevra              |
| 2006-2007 | Wimmis               |
| 2007-2008 | Ginevra              |
| 2008-2009 | Weil                 |
| 2009-2010 | Ginevra              |
| 2010-2011 | Ginevra              |
| 2011-2012 | Friedlingen          |
| 2012-2013 | Diessbach            |
| 2013-2014 | Ginevra              |
| 2014-2015 | Basilea              |
| 2015-2016 | Diessbach            |
| 2016-2017 | Montreux             |
| 2017-2018 | Montreux             |
| 2018-2019 | Biasca               |
| 2019-2020 | titolo non assegnato |

### Riepilogo vittorie per squadra
| Club        | Titoli | Edizioni vinte |
| Montreux    | 39     | 1932, 1933, 1934, 1935, 1936, 1939, 1940, 1941, 1943, 1944, 1945, 1946, 1947, 1948, 1949, 1950, 1951, 1952, 1953, 1954 1955, 1957, 1958, 1959, 1960, 1961, 1963, 1964, 1965, 1966, 1969, 1975, 1976, 1982, 1983, 1984, 1986, 2017, 2018 |
| Ginevra     | 12     | 1962, 1992, 1993, 1995, 1996, 1997, 1998, 2006, 2008, 2010, 2011, 2014 |
| RS Zurigo   | 10     | 1938, 1967, 1968, 1970, 1971, 1972, 1973, 1974, 1977, 1978 |
| Thunerstern | 9      | 1980, 1987, 1988, 1989, 1990, 1991, 1994, 2001, 2005 |
| Uttigen     | 5      | 1999, 2000, 2002, 2003, 2004 |
| Basilea     | 2      | 1985, 2015 |
| Diessbach   | 2      | 2013, 2016 |
| Servette    | 1      | 1937 |
| Zurigo RSC  | 1      | 1942 |
| Vevey       | 1      | 1981 |
| Wimmis      | 1      | 2007 |
| Weil        | 1      | 2009 |
| Friedlingen | 1      | 2012 |
| Biasca      | 1      | 2019 |